# Bayou Plaquemine Lock
Die Bayou Plaquemine Lock ist eine stillgelegte Schleuse und Baudenkmal in Plaquemine im Iberville Parish, Louisiana. Sie ist seit 1972 im National Register of Historic Places verzeichnet und als Plaquemine Lock State Historic Site für die Öffentlichkeit zugänglich. Die frühere Funktion der Schleuse war, eine schiffbare Verbindung des Mississippi River mit seinem ehemaligen Mündungsarm, dem Bayou Plaquemine herzustellen.

## Geschichte
Bis 1867 war der Bayou Plaquemine ein Flussarm des Mississippi River, der für größere Schiffe befahrbar war. Dann wurde er vor dem Hintergrund großangelegten Deichbaus am Mississippi im Iberville Parish abgetrennt. Von 1895 bis 1909 wurde die Bayou Plaquemine Lock erbaut, um als Schleusenanlage wieder eine schiffbare Verbindung zwischen Mississippi River und Bayou Plaquemine zu gewährleisten. Im September 1961 wurde dieser Verkehrsweg endgültig geschlossen, da er durch den Ausbau des Gulf Intracoastal Waterway nicht mehr benötigt wurde.
Am 19. Mai 1972 wurde die Bayou Plaquemine Lock als Stätte in das National Register of Historic Places aufgenommen.

## Baubeschreibung
Die Schleusenanlage wurde durch George Washington Goethals, dem späteren Bauleiter am Panamakanal, auf einer Fläche von knapp 5,7 Hektar errichtet. Zur Zeit ihrer Fertigstellung hatte die Bayou Plaquemine Lock weltweit die höchste Fallhöhe aller Süßwasserschleusen. Auf der südlichen Seite der Schleuse steht das Pumpenhaus, das bis heute erhalten ist.